# Chisarja
Chisarja (bulharsky Хисаря) je město ve středním Bulharsku, v Hornothrácké nížině na úpatí Sredné gory. Žije zde přibližně 6 500 obyvatel.
Jde o významné lázeňské město s teplými prameny. Je správním střediskem stejnojmenné obštiny v Plovdivské oblasti.

## Historie
Město vzniklo ze vsi Hisarya, která je doložena ze 17. století. Stála na rozvalinách starého antického města Diocletianopol, které zásadním způsobem nechal rozšířit římský císař Diocletianus. Po dobytí oblasti osmanskými Turky v roce 1364 město upadlo, nicméně osídlení přinejmenším v jeho blízkosti zůstalo zachováno, což dokládá i zdejší mešita z roku 1464. Kromě toho jsou doloženy tehdejší vsi Momina Baňa a Verigovo, které jsou dnes součástí města. Během dubnového povstání byly tyto vsi vypáleny. K rozvoji zdejšího lázeňství došlo po osamostatnění Bulharska v druhé polovině 19. století. Blízká sídla se postupně sjednocovala a v roce 1957 nesla název Chisar - Momina Baňa (Хисар-Момина баня). V roce 1964 došlo k povýšení na město se současným názvem.

## Obyvatelstvo
K 15. září 2024 ve městě žilo 6 550 obyvatel a bylo zde trvale hlášeno 7 444 obyvatel. Podle sčítání 1. února 2011 bylo národnostní složení následující:
- Bulhaři: 6 586 (96.8 %)
- Romové: 170 (2.5 %)
- Turci: 22 (0.3 %)
- ostatní[p 2]: 29 (0.4 %)